# Rafael Limón
Rafael Limón est un boxeur mexicain né le 13 janvier 1954 à Mexico.

## Carrière
Champion d'Amérique du Nord des super-plumes en 1978, il s'incline face au champion du monde WBC de la catégorie Alexis Argüello le 8 juillet 1979 mais remporte à sa seconde tentative cette ceinture WBC en battant Idelfonso Bethelmy au 15e round le 11 décembre 1980. Battu dès le combat suivant par Cornelius Boza Edwards, Limón s'empare une seconde fois du titre WBC aux dépens de Rolando Navarrete le 29 mai 1982 avant de le céder définitivement face à Bobby Chacon le 11 décembre 1982. Il perd également l'année suivante contre Héctor Camacho et met un terme à sa carrière après une longue série de défaites en 1994.

## Distinction
- Chacon - Limón IV est élu combat de l'année en 1982 par Ring Magazine.